# معركة جبل كوسه
معركة جبل كوسه (بالتركية: Kösedağ Muharebesi)‏، كانت إحدى معارك الغزوات المغولية بين المغول والسلاجقة، وقعت في وادي جبل كوسه (بالتركية: Köse Dağ)‏ الواقع بين مدينة ارزنجان (بالتركية: Erzincan)‏ ومدينة غوموش خانة (بالتركية: Gümüşhane)‏ في شمال شرق تركيا المعاصرة، في 26 يونيو 1243م وحقق المغول نصرًا حاسماً.
بعد انسحاب المغول من الحملة الأوروبية بسبب موت الخان الأعظم أوغداي توجه المغول نحو الأناضول واستولوا على مدينة أرضروم لذا قرر السلطان غياث الدين كيخسرو الثاني محاربتهم وطلب العون من أحد الأمراء الجورجيين على أن أغلب الجورجيين كانوا مع المغول، وكذلك تلقى السلطان الدعم من قوات إضافية من إمبراطورية طرابزون.
وقعت المعركة قرب «جبل كوسه» في شرق تركيا المعاصرة، في مكان بين مدينتي إرزينجان وغوموش خانة، والتقى السلطان قائد المغول بايجو في المعركة وتلقى السلطان وحلفاؤه هزيمة منكرة وفرّ السلطان غياث الدين من المعركة.
بعد هذا النصر الحاسم وافق السلطان على دفع الجزية للمغول وبقي السلاطين بعد ذلك دُمى في أيدي المغول. وعندما مات كيقباد الثالث آخر السلاطين الروم قسّم المغول الأناضول بين الأمراء الذين برز من بينهم لاحقا العثمانيون.

## مقدمات
خلال عهد أوقطاي خان، عرضت سلطنة الروم الصداقة وأرسلت هدية متواضعة للجنرال المغولي جورماغون من الحرس الامبراطوري المغولي وأحد أعظم جنرالات المغول. في عهد كيخسرو الثاني، بدأ المغول في الضغط على السلطان للذهاب إلى منغوليا شخصيا، وتقديم الرهائن وقبول أن يكون مسئولا مغوليا عن جمع الضرائب في المنطقة.
في شتاء 1242-1243م، هاجم المغول الروم تحت قيادة القائد المغولي بايجو نويان، واستولوا على مدينة أرضروم. على الفور دعا السلطان كيخسرو الثاني جيرانه إلى المساهمة بقوات لمقاومة الغزو المغولي. أرسلت إمبراطورية طرابزون مفرزة وجلب السلطان مجموعة من المرتزقة «الفرنجة». انضم إليه أيضًا عدد قليل من النبلاء الجورجيين مثل فارادافلا من أخالتسيخه وداردين شيرفاشيدزه، لكن معظم الجورجيين اضطروا للقتال إلى جانب أسلافهم المغول.

## المعركة
وقعت المعركة الحاسمة في «جبل كوسه» في 26 يونيو 1243م. لا تسجل المصادر الأولية حجم الجيوش المتواجهة ولكنها تشير إلى أن المغول واجهوا قوة متفوقة عدديًا. تجاهل بايجو نويانإشعار خوفٍ من ضابطه الجورجي فيما يتعلق بحجم جيش السلجوقي بقوله إنهم لا يحسبون أعداد أعدائهم: «كلما زاد عددهم، كلما كان الفوز مجيدًا، وكلما ضمننا غنيمة أكبر».
رفض كيخسرو الثاني اقتراح قادته المتمرسين بانتظار هجوم المغول، وبدلاً من ذلك أرسل قوة قوامها 20.000 رجل بقيادة قادة عديمي الخبرة، ضد الجيش المغولي. ارتد الجيش المغولي متظاهرًا بالانسحاب ثم عاد وطوَّق الجيش السلجوقي وهزمه.عندما شهدت بقية جيش السلاجقة هزيمتهم، بدأ العديد من قادة السلاجقة وجنودهم بمن فيهم كيخسرو الثاني بالتخلي عن ساحة المعركة. وفي نهاية المطاف، بقي الجيش السلجوقى بدون قادة وترك معظم الجنود ساحة المعركة دون أن يروا أي قتال. 
بعد انتصارهم، سيطر المغول على مدينتي سيفاس وقيصري. هرب السلطان إلى أنطاليا لكنه اضطر في وقت لاحق لإقامة سلام مع بايجو نويان ودفع خراج كبير للإمبراطورية المغولية.

## نتائج المعركة
أسفرت الهزيمة عن فترة من الاضطراب في الأناضول وأدت مباشرة إلى تدهور الدولة السلجوقية وتفككها.أصبحت إمبراطورية طرابزون دولة تابعة للإمبراطورية المغولية. كما أصبحت مملكة أرمنية الصغرى دولة تابعة للمغول.
سيطر المغول بقوة على الأناضول.

## روابط خارجية
- تاريخ أرمينيا (جزء 35) القرن 13.
- تاريخ الأناضول السلاجقة